# Скарпина
Скарпина или шкрпина (Scorpaena scrofa) је отровна морска врста рибе из породице Scorpaenidae. Зову је још и „шкорпион риба”.

## Опис
Скарпина је највећа ,,шкорпион риба" источног Атлантика.  Боја ове јединке се креће од циглено-црвене до свијетло ружичасте боје, а на тијелу има мрље тамне боје. Има отровне бодље на тијелу. Овај примјерак може достићи максималну тежину од отприлике 3 килограма. Максимална дужина до које може нарасти јесте неких 50 центиметара, мада је уобичајена дужина око 30 центиметара. 
Посједује дванаест леђних бодљи, девет леђних, меких кракова, 3 подрепне бодље и пет меких кракова. Често има тамне флеке између шесте и једанаесте леђне бодље.  Посједује дуге, супраорбиталне пипке. 
Ова врста је сједећа и самотна риба, која није подложна миграцијама. У питању је предатор, те се храни другим рибама, као и раковима и мекушцима. Ово је једна од риба коју морска пијавица Pontobdella muricata користи као домаћина. 
Често се користи у јапанској кухињи. 

## Распрострањеност и станиште
Ова врста насељава Средоземно море. Такође се може наћи у источном Атлантском океану око Британских острва, гдје је ријетка, а затим и око Сенегала и Канарских острва. 
Скарпина живи у морском окружењу са каменитим, пјесковитим или блатњавим подлогама на дубинама од 20 до 500 метара. По дану, држи се јазбина и пећина, док ноћу излази у лов.